# Anna Márton
Anna Márton (n. 31 martie 1995, Budapesta, Ungaria) este o scrimeră maghiară specializată pe sabie, laureată cu bronz la Campionatul Mondial din 2015, vicecampioană europeană în 2016.

## Carieră

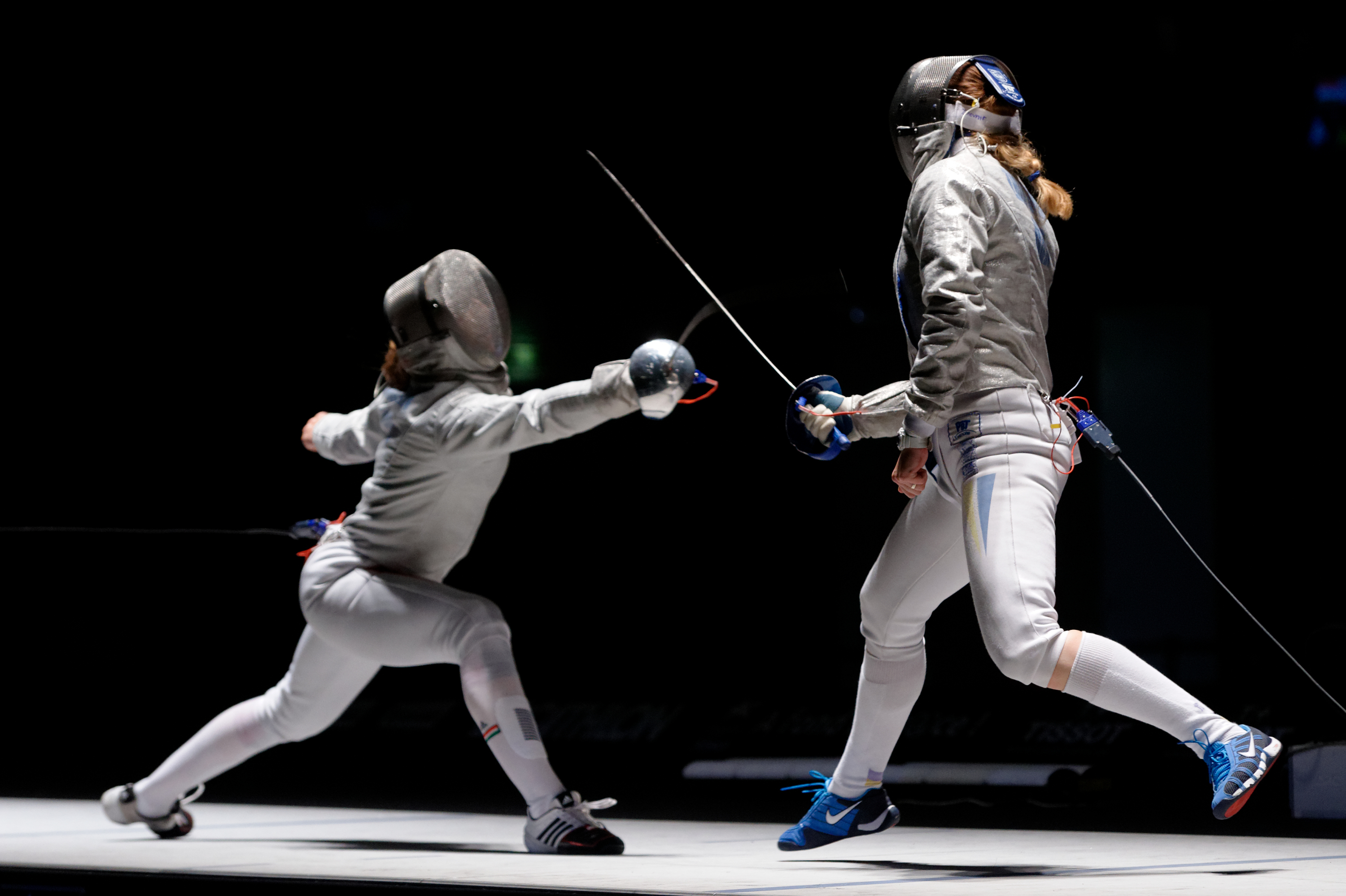
Márton (la stânga) o înfruntă pe ucraineanca Jovnir la Campionatul European din 2014

Márton s-a apucat de scrimă la vârsta de nouă ani. Este pregătită de Gábor Gárdos de la vârsta de zece ani. A câștigat Campionatul European din 2010 pentru cadeți de la Atena și a cucerit o medalie de bronz la Campionatul Mondial pentru cadeți din același an.
În anul 2011, s-a alăturat lotului național de seniori chiar la vârsta de 16 ani, luând parte la Campionatul Mondial din 2011 de la Catania. Nu a putut trece de calificările probei individuale. La proba pe echipe, Ungaria a trecut de Canada și Coreea de Sud, înainte de pierde cu capul de serie nr.1, Rusia, care a câștigat aurul în cele din urmă.
În sezonul 2011–2012, Márton a cucerit două medalii de aur în categoria de cadeți și o medalie de aur la individual în categoria de seniori la Campionatul European de la Poreč. A luat parte la Campionatul European de seniori de la Legnano, dar a fost eliminată în turul întâi de lidera mondială Olha Harlan. În sezonul următor, a ajuns în sferturile de finală la Campionatul European de la Zagreb, pierzând din nou cu Olha Harlan. La Campionatul Mondial „acasă” în Budapesta, s-a oprit în tabloul de 32 în față chinezoaice Zhu Min.
În sezonul 2013-2014, Márton a devenit campion european și campion mondial, tot de juniori. A ajuns în tabloul de 16 la patru etape de Cupa Mondială. A pierdut în turul secund cu rusoaica Iana Egorian la Campionatul European de la Strasbourg, dar a ajuns în tabloul de 16 la Campionatul Mondial de la Kazan, unde a fost eliminată la limită de rusoaica Ekaterina Diacenko.
În sezonul 2014-2015, a cucerit prima sa medalie la o etapa de Cupa Mondială la Challenge-ul Yves Brasseur de la Gent, unde a urcat pe treapta a treia. La Campionatul Mondial de la Moscova, a ajuns în semifinală după ce a trecut de grecoaica Vasiliki Vougiouka. A fost învinsă de rusoaica Sofia Velikaia, care o învinsese deja pe ea la Gent, și s-a mulțumit cu bronzul.
Márton studiază biologia la Universitatea Eötvös Loránd din Budapesta.

## Legături externe
- Materiale media legate de Anna Márton la Wikimedia Commons
- Prezentare Arhivat în 18 octombrie 2014, la Wayback Machine. la Confederația Europeană de Scrimă
- en Anna Márton la Olympedia.org